# Бенетнаш
Э́та Большо́й Медве́дицы (η UMa / η Ursae Majoris) — звезда спектрального класса B3 главной последовательности в созвездии Большой Медведицы. Она имеет традиционные имена Бенетнаш и Алькаид от арабского названия ал-каид банат наш, что означает «предводитель плакальщиц». Является третьей по яркости звездой созвездия (видимая звёздная величина +1,86m) и 35-й в списке самых ярких звёзд неба. Бенетнаш находится на расстоянии около 100 световых лет от Солнца. С температурой поверхности 22  000 K относится к наиболее горячим звездам, которые можно увидеть невооруженным глазом.
Находится «на конце ручки» астеризма Большой Ковш.